# Hans Pauli Strøm
Hans Pauli Torkilssonur Strøm (28. december 1947 i Vágur) er en færøsk sociolog og socialdemokratisk politiker (Javnaðarflokkurin). Han var social- og sundhedsminister fra 3. februar 2004 til 4. februar 2008 og derefter sundhedsminister fra 4. februar 2008 til 13. juli 2009. Han var indvalgt til Lagtinget i to omgange, 1998–2002 og 2008–2011.
Ved lagtingsvalget 2019 blev hans datter, Ingilín Didriksen Strøm, valgt i lagtinget for Javnaðarflokkurin.

## Opvækst, uddannelse og erhverv
Han blev født i Vágur på Suðuroy i 1947 som søn af Herborg og Torkil Strøm. Hans Pauli Strøm giftede sig med Gyðja Hjalmarsdóttir Didriksen, og bosatte sig i Vestmanna på Streymoy. Han boede i København 1980–1986, hvor han studerede til cand.scient. i sociologi, og under hele opholdet var han leder for Føroyahúsið i København. Strøm var afdelingsleder hos Hagstova Føroya (Færøernes Statistik) 1988–2004, havde orlov 2004–2009, og genoptog igen sit arbejde der i 2009.
Han var først medredaktør i de færøske studerendes avis Oyggjaskeggi 1969–1975, senere i Framin 1975–1985. Strøm var formand for Økonomi- og retsvidenskabsforeningen (Búskapar- og løgfrøðifelagið) i begyndelsen af 1990'erne, og var formand i børneværnsnævnet i Vestmanna 1990–1998. Senere var han formand for lærerrådet ved Fiskeriskolen i Vestmanna (Fiskivinnuskúlin) 1992–1998 og medlem af Færøernes landsskoleråd (Føroya landsskúlaráð) fra januar 1994 til august 1996. I sidstnævnte var Strøm formand i halvandet år.

## Lagtingsudvalg
- 2009–2011 medlem af Justitsudvalget
- 2009–2011 medlem af Velfærdsudvalget
- 1998–2002 medlem af Justitsudvalget
- 1998–2002 medlem af Velfærdsudvalget